# Listă de traducători ai Bibliei
Aceasta este o listă de traducători ai Bibliei:

## Lista traducătorilor Bibliei

### Traducători în limba latină

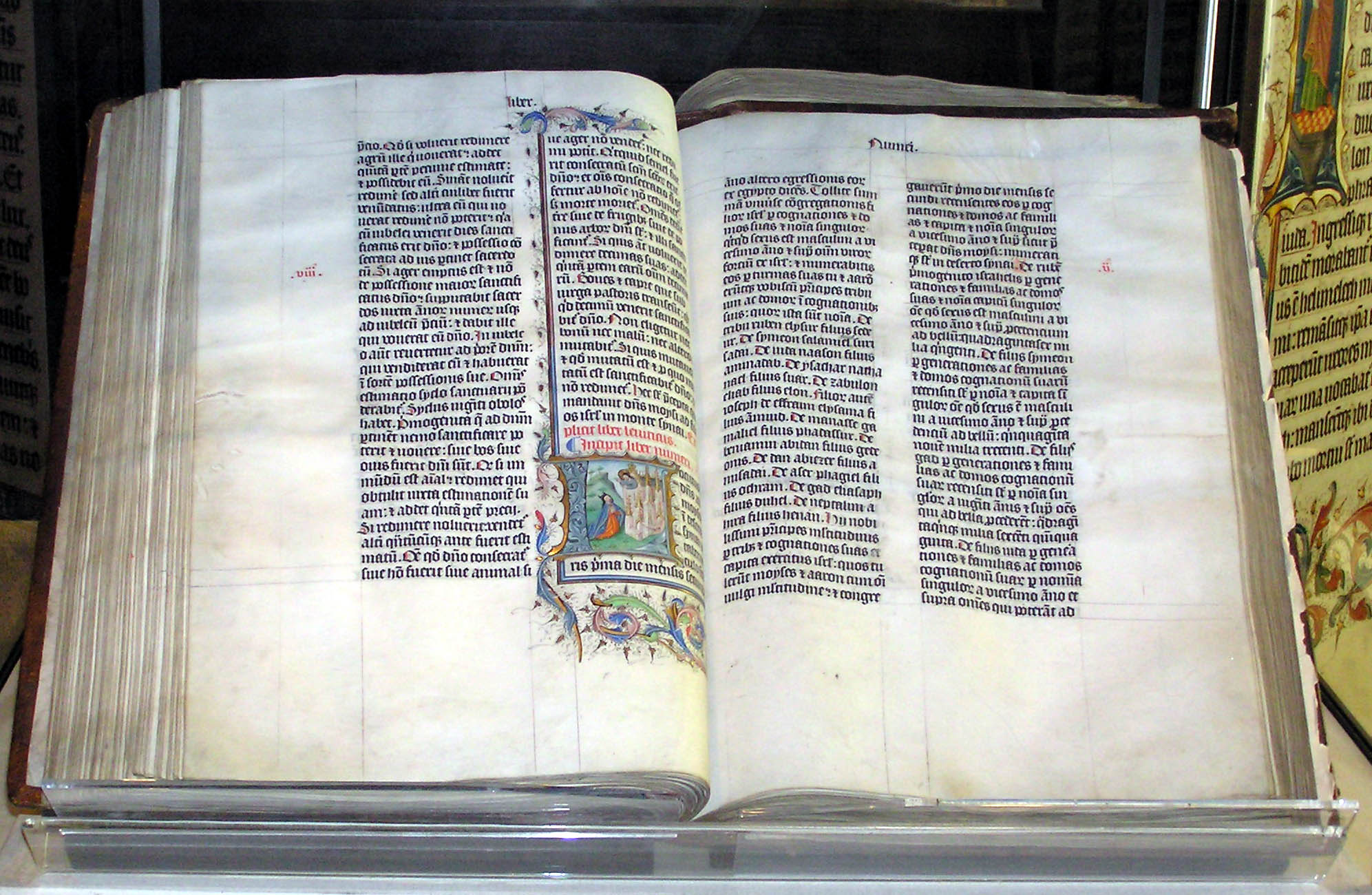
Vulgata, manuscris, în limba latină, din anul 1407, Belgia; lucrarea se află la Malmesbury Abbey, Wiltshire, Anglia

- Sfântul Ieronim (345-420)
- Sante Pagnini (c. 1470-1541)
- Théodore de Bèze (1519-1605)

### Traduceri în limba gotică
- Wulfila, episcop gotic, secolul al IV-lea.

### Traducători în limba engleză
- John Wycliff (1324-1384), preot, teolog și jurist englez
- William Tyndale (1484?-1536)

### Traducători în limba germană
- Martin Luther (1483-1546), cleric protestant german

### Traducători în limba franceză
- 1226 ~ 1250, traducere de Jean Le Bon de la Universitatea din Paris; neterminată și continuată în secolul al XIV-lea, de către Jean de Sy și de către dominicanii Jehan Nicolas, Guillaume Vivien, și Jehan de Chambly.
- 1377, Biblia lui Carol al V-lea: Traducere de Raoul de Presles dedicată regelui Carol al V-lea
- Pierre Robert Olivetan, teolog elvețian de limbă franceză, în secolul al XVI-lea.

#### După topografie
- 1476, Noul Testament : tipărit  de   Barthélemy Buyer la Lyon, tradus plecând de la Vulgata latină, probabil cea a lui Julien Macho și Pierre Farget
- 1487,  Biblia lui Jean de Rely
- 1523, Noul Testament al lui Jacques Lefèvre d'Étaples : având ca sursă textele grecești.
- 1528, Vechiul Testament al lui Jacques Lefevre d'Étaples : pornind de la Vulgata,
- 1535, Biblia lui Olivétan: Vechiul Testament tradus  din limba ebraică, iar Noul Testament din grecește
- 1559, Biblie în latină și franceză de Sebastian Castellion : din ebraică și greacă, traducere condamnată de Calvin.
- 1560, Biblia de la Geneva de Jean Calvin : pornind de la Biblia lui Olivétan.
- 1588, Revizie a Bibliei de la Geneva (Biblia «Spadei») de Théodore de Bèze și Bertrand.
- 1550~1608, Biblia de Louvain :Ea revizuia biblia de Lefebvre d'Étaples suspectată de erezie.
- 1566, traducere de René Benoist : pornind  de la Vulgata (Paris).
- 1667, Noul Testament de Antoine și Isaac Lemaître de Sacy : pornind de la textul grec.
- 1707, Sfânta Biblie David Martin.
- 1724, Revizuire de J.-F. Ostervald : pastorul orașului Neuchâtel.
- 1831, Biblia, Traducere Nouă de Samuel Cahen : Biblia ebraică în ediție  bilingvă în ebraică/franceză.
- 1845, Sfânta Biblie (traducere nouă), E. de Genoude, Méquignon-Havard,
- 1847, Vechiul Testament, H.-A. Perret-Gentil : În 2 vol., după textul în ebraică.
- 1855, Revizuire a Sfintei Biblii de  David Martin :
- 1859, Sfânta Biblie de John Nelson Darby :pornind de la textul în  greacă și ebraică.Traducere foarte literară. J.N. Darby a tradus Biblia atât în engleză cât și în germană.
- 1860, Vechiul Testament de Lazare de Wogüe : cu colaborarea lui Ben Baruk de Crehange, sau B. Mosse din Avignon.
- 1885, Vechiul Testament de Darby: pornind de la textul în ebraică, fără pretenții științifice.
- 1872, Noul Testament de Jean-Hugues Oltramare : care prezintă particularitatea de a indica toate variantele ediției grecești Nestlé-Alland.
- 1872, Vechiul Testament de P. Giguet :traducere după Septuaginta.
- 1874, Vechiul Testament de Louis Segond: traducere protestantă după textele ebraice, cu un grad foarte mare de exactitate.
- 1877, Noul Testament după Vulgata :tradus în franceză împreună cu însemnările starețului J. B. Glaire, P., Didot.
- 1880, Noul Testament și Biblia de Louis Segond: singura Biblie în limba franceză în care textul aparține domeniului public, această versiune - în urma revizuirii sale din 1910 - a fost (și continuă să fie) cea mai utilizată de către protestanții francofoni: http://abu.cnam.fr/BIB/liste-LSG.html On-line pe Asociația Bibliilor Universale]
- 1886~1896, Biblia raționalistă de Ledrain: după textele ebraice și grecești, Paris.
- 1887, Sfânta Evanghelie, traducere nouă : de Henri Laserre. Revizuire topografică.
- 1900, Biblia Adnotată Traducere și dezbatere a Vechiului Testament;  lucrare colectivă a unei echipe de teologi din Neuchâtel,sub îndrumarea lui Frédéric Godet (traducere de Félix Bovet). : Biblia Adnotată
- 1902, Biblia Rabinatului de Zadoc Kahn : având numeroși colaboratori. Editată bilingv în ebraică/franceză. Edițiile COLBO : Legatură externă în legătură cu Zadoc Kahn
- 1904, Biblia după Chanoine Crampon : pornind de la textele în ebraică și greacă cu consultarea comparativă a celor de Vulgate.Publicație postuma în 1932.
- 1910, versiune sinodală a Societății Biblice Franceze (fondată în 1818) : o muncă colectivă copleșitoare din care a rezultat o operă  foarte elegantă.
- 1918, Biblia Centenară :sub îndrumarea lui Alfred Lods și Maurice Goguel, ea sărbatorea centenarul Societății Biblice. Este prima ediție protestantă conținând introduceri cu privire la munca istorică și critică a științei biblice a acelei epoci. Foarte îndrăgită și tipărită într-un număr redus de exemplare.
- 1951, Sfânta Biblie. Ediție nouă publicată sub patronajul Ligii Catolice a Evangheliei și sub îndrumarea cardinalului Lienart.
- 1952, Biblia calugărilor din Maredsous
- 1956~1959, Vechiul Testament de E. Dhorme : ediție de Pléïade : (NRF)
- 1961, Biblia din Ierusalim :sub îndrumarea    Școlii biblice și arheologice franceze din Ierusalim
- 1971, Noul Testament de Jean Grosjean, Michel Léturmy și Paul Gros :ediție de Pléiade : (NRF)
- 1974, (revizuită în 1995),  Sfânta Scriptură - Traducere a lumii moderne : Edițiile Martorilor lui Iehova din Franța (ass. 1901), Boulogne-Billancourt (Franța).
- 1967-1975, TOB : Traducere ecumenică a Bibliei din care ortodocșii se retrag
- 1973, Biblia starețului Osty și J. Trinquet (Ediții de la Seuil)
- 1978, Sfânta Biblie.Versiune nouă dublu revizuită, supranumită și « Biblia dupa Columb » :sub patronajul Alianței Biblice Universale.
- 1985, Biblia explicată,editată de Societatea biblică franceză (Villers-le-Bel, Franța).Bazată pe munca traducătorilor Bibliei în franceza curentă (care nu va fi publicată până în 1987).
- 1987, Biblia în franceza curentă de C. Dieterlé și aliații : abordând problematica Bibliilor în franceza curentă.
- 1987, Biblia de André Chouraqui
- 1987, Biblia. Scrieri neatestate, Gallimard, Biblioteca din Pléiade, sub îndrumarea lui André Dupont-Sommer și Marc Philonenko.
- 1988, Revizuire a Bibliei din Ierusalim : ediții de top ale dominicanilor de Școala biblică și arheologică franceză din Ierusalim.
- 1992, Biblia Semănătorului: sub patronajul Societății Biblice Internaționale.
- 1995, Sfânta Scriptură - Traducere a Lumii moderne Traduction  - împreună cu însemnări și referințe. Ediție revizuită care își păstrează originalitatea în traducerea numelor biblice. Disponibil on-line pe site-ul oficial al Martorilor lui Iehova
- 2000, Biblia. Versiunea Semănătorului. Revizuită în 2000: sub patronajul Societății biblice internaționale, editată de Edițiile Excelsis.
- 2001, Biblia. Cuvântul Vieții în franceza fundamentală: sub patronajul Alianței biblice universale.
- 2001, Noua Biblie dupa Segond : prezentată într-o ediție de studiu, este influențată de o nouă revizuire - sub patronajul Alianței Biblice Universale - tradusă de Louis Segond.
- 29 august 2001, Biblia, nouă traducere după edițiile Bayard: Inspirată de o recomandare din partea Conciliului Vatican II : Legătură externă pentru a urmării recensiile Bibliei Bayard Arhivat în 15 decembrie 2005, la Wayback Machine.
- 2003, revizuire asupra Traducerii ecumenice a Bibliei (TOB) : nouă Pentateuque.
- 2004, reeditare a Bibliei explicate
- 2015  Biblia în Alfabet Morse - Traducere și transcriere a fost făcută de Dorotea Assenova Trifonova.

### Traducători în limba cehă
- Jan Hus

### Traducători în limba maghiară
- Heltai Gáspár (1490?-1574) tipograf maghiar de origine germană
- Károli Gáspár (1529-1593) preot reformat maghiar
- Káldi György (1573-1634) iezuit maghiar

### Traducători în limba română
(interwiki en:Bible translations into Romanian)
- Coresi
- Nicolae Milescu Spătarul, între anii 1661–1668, efectuează prima traducere integrală în limba română a Vechiului Testament, având ca sursă principală textul grecesc din Septuaginta, apărută la Frankfurt, în 1597.
- Radu Greceanu
- Șerban Greceanu
- Petru Pavel Aron (Vulgata)
- Samuil Micu (Vechiul Testament îl traduce din Septuaginta)
- Timotei Cipariu a tradus în întregime, din limba ebraică, cu ortografie etimologizantă.

#### Traducători în limba română modernă
- Dumitru Cornilescu;
- Gala Galaction, prozator și teolog român;
- Vasile Radu, preot, profesor și teolog român;
- Nicodim Munteanu, patriarh al Bisericii Ortodoxe Române;
- Bartolomeu (Valeriu) Anania, scriitor, disident, episcop al Vadului și Feleacului, mitropolit;
- Ioan Alexandru, poet, traducător al Cântării Cântărilor (1977);
- Cristian Bădiliță, eseist și teolog;
- Emil Pascal, preot, traducător al Noului Testament
- Alois Bulai[1], preot romano-catolic
- Eduard Patrașcu[1], preot romano-catolic

## Monarhi care au comandat traduceri ale Bibliei
- Iacob I al Angliei
- Șerban Cantacuzino, Domn al Țării Românești

## Traduceri ale Bibliei
Biblia a fost tradusă în numeroase limbi. Biblia ebraică (Tanakh) (aproape identică cu Vechiul Testament al protestanților) a fost scrisă inițial în limba ebraică, cu excepția câtorva rare pasaje care aparțin lui Daniel, Ezra, și Ieremia care sunt în aramaică. Noul Testament este considerat a fi fost scris în greacă, deși unii oameni de știință au formulat ipoteze cum că anumite cărți (fie complet, fie parțial) ar fi fost scrise în aramaică înainte ca ele să fie traduse pentru a fi răspândite pretutindeni. Un exemplu vestit în această privință îl constituie începutul Evangheliei lui Ioan, care este disputat a fi, probabil, o traducere greacă a unui tropar aramaic.

## Abordări
Pentru traducere au existat o  varietate de abordări, inclusiv Echivalența convențională (asemănătoare cu traducerea literală, Echivalența dinamică, Traducerea bazată pe înțeles, traducerea  Idiomatică, și parafraze. O mare dezbatere se desfășoară în urma căreia sunt folosite cele mai precise abordări comunică mesajul limbilor biblice ale textelor în limbile specificate inițial. În ciuda acestor  dispute,   multi din cei care studiază Biblia dintr-o prismă intelectuală sau religioasă găsesc că selectarea uneia sau a mai multor abordări de traducere este utilă în interpretarea și punerea în practică a celor citite. De exemplu, o traducere extrem de beletristică este folositoare unor studii pe baza unui anumit subiect, în schimb ce o frază poate fi interpretată ca fiind prea rigidă privind sensul ei inițial.

## Istoria

### Antichitate
Câteva din primele traducere ale Torei evreilor au început în timpul primului exil în Babilonia, când aramaica a devenit limba vorbită a evreilor.  Atunci au fost create așa numitele Targum (traduceri) pentru a permite oamenilor de rând să înțeleagă Tora așa cum era citită în sinagogile antice. 

Cea mai cunoscută mișcare de traducere a cărților Bibliei a apărut în secolul al III-lea. Majoritatea cărților de Tanah existau doar în originalul ebraic, multe fiind difuzate în Egipt, mai ales la Alexandria. La un moment dat se crede că o treime din populația orașului ajunseseră să fie evrei. Însă, nicio traducere importantă în greacă nu s-a realizat (deoarece majoritatea evreilor continuau să vorbească limba aramaică între ei) până când Ptolemeu al II-lea Philadelphus a angajat un număr mare de învățați evrei (între 15 și 70, potrivit diferitelor surse) care  stăpâneau la perfecție ambele limbi - greaca koine cât și ebraica. Aceștia au realizat traducerea cunoscută astăzi sub denumirea de  Septuaginta.
Hexapla lui Origene punea alături șase versiuni ale Vechiului Testament, inclusiv traducerile în greacă din secolul al II-lea ale lui Aquilas din Sinope și Symmachus Evionitul. Biblia creștină a fost compilată în AD 325 la Conciliul de la Niceea, iar Vulgata lui Ieronim, traducere în latină datează din perioada  AD 382 - 420. Traducerile latine care au precedat pe cea a lui Ieronim sunt cunoscute sub numele colectiv de Vetus Latina.

Sfântul Ieronim a început prin a revizui traducerile latine timpurii, iar mai pe urmă a cercetat, unde a putut, textele originale in greacă și ebraică, tinzând a ocoli  Septuaginta.
Noul Testament a fost tradus in limba gotică în secolul al 4 lea de către Ulfila.
În veacul al 5 lea Sfântul Mesrob a tradus  Biblia în  limba armeană.
De asemenea din aceeași perioadă provin traduceri în limbile  siriacacopta, limba ge'ez din Etiopia și limba georgiană.

## Lista de traduceri

### Română
Prima traducere completă în limba română a fost realizată între anii 1661–1668 de spătarul Nicolae Milescu, având ca sursă Septuaginta apărută la Frankfurt în 1597. Sub patronajul lui Șerban Cantacuzino, în 1688, apare Biblia de la București, atribuită fraților Radu și Șerban Greceanu, care fructifică însă traducerea lui Milescu, fiind prima publicare integrală în limba română a Sfintei Scripturi. În 1760-1761, Petru Pavel Aron, împreună cu colaboratorii săi blăjeni, realizează prima traducere a Vulgatei în limba română, rămasă în manuscris până în zilele noastre. O a doua traducere este tipărită în 1795, la Blaj, și aparține lui Samuil Micu, care apelează, parțial, la textul ediției din 1688, realizând totodată o nouă traducere după Septuaginta. Biblia de la Blaj a fost reeditată în 1819, la Sankt Petersburg, apoi la Buzău, în 1854–1856, precum și de Mitropolitul Andrei Șaguna, între anii 1856–1858, la Sibiu. În 1914 apare Biblia, adică Dumnnezeeasca Scriptură a Legii Vechi și a celei Nouă, ediție a Sfântului Sinod.
Înaintea Bibliei de la București s-au realizat alte traduceri parțiale precum: Tetraevanghelul slavo-român (1551), Tetraevanghelul lui Coresi (1561), Psaltirea de la Brașov (1570), Palia de la Orăștie (1582), Noul Testament de la Alba Iulia (1648). Un traducător merituos a fost și Mitropolitul Dosoftei.
În 1936 apare o nouă traducere a Sfintei Scripturi, realizată de Mitropolitul Nicodim al Moldovei, Gala Galaction și Vasile Radu. Traducerea s-a efectuat după textul grecesc al Septuagintei, confruntat cu cel ebraic. Textul revizuit al acestei ediții va fi reeeditat sub auspiciile Sfântului Sinod până în zilele noastre. În 1938 apare Biblia, adică Dumnezeiasca Scriptură a Vechiului și a Noului Testament. Noua traducere, efectuată de Vasile Radu și Gala Galaction, urmează pentru Vechiul Testament textele originale ebraice.
În prezent sunt folosite trei traduceri principale. Bisericile ortodoxe românești folosesc versiunea Biblia Sinodală (sau Biblia Sfântului Sinod), traducerea standard a Bisericii Ortodoxe Române, publicată cu binecuvântarea Patriarhului, în timp ce denominațiunile protestante folosesc în principal traducerea larg răspândită a diaconului ortodox Dumitru Cornilescu, publicată pentru prima oară în 1921. În 1989 a apărut Biblia Cornilescu revizuită, o traducere care urmărește să fie cât mai apropiată de manuscrisele originale, într-o formă gramaticală corectată și adaptată evoluției limbii române moderne. În anul 2001, Mitropolitul Bartolomeu Anania publică o ediție jubiliară a Sfântului Sinod, într-o nouă versiune „diortosită” după Septuaginta.

În 2013, în Biserica Romano-Catolică din România, a fost scoasă de sub tipar traducerea Bibliei, pornindu-se de la textele originale, în limba română. Traducători au fost doi preoți romano-catolici, Alois Bulai și Eduard Patrașcu.
| Traduceri în limba română                                                                                               | Ioan 3:16 |
| --- | --- |
| Cornilescu (versiunea din 1928)                                                                                         | Fiindcă atît de mult a iubit Dumnezeu lumea, că a dat pe singurul Lui Fiu, pentruca oricine crede în El, să nu piară, ci să aibă viață vecinică.                            |
| Biblia Cornilescu Revizuită (versiunea din 1990)                                                                        | Fiindcă atît de mult a iubit Dumnezeu lumea, că a dat pe singurul Său Fiu, pentru ca oricine crede în El să nu piară, ci să aibă viață veșnică.                             |
| Biblia Sinodală (versiunea de pe site-ul Patriarhiei Române)                                                            | Căci Dumnezeu așa a iubit lumea, încât pe Fiul Său Cel Unul-Născut L-a dat ca oricine crede în El să nu piară, ci să aibă viața veșnică.                                    |
| Traducerea lumii noi (Ediția revizuită în limba română din 2020 a versiunii "New World Translation" revizuită în 2013 ) | Fiindcă atât de mult a iubit Dumnezeu lumea, încât l-a dat pe Fiul său unic-născut, pentru ca oricine manifestă credință în el să nu fie distrus, ci să aibă viață veșnică. |